# شاتو فانسن
شاتو فانسن هو شاتو وحصن سابق وومقر إقامة ملكي في مدينة فانسن في ضواحي باريس.